# Laos la Jocurile Olimpice de vară din 2016
Laos a concurat la Jocurile Olimpice de vară din 2016 de la Rio de Janeiro, Brazilia, în perioada 5-21 august 2016. Aceasta a fost a noua apariție a națiunii la Jocurile Olimpice de vară, participând la toate jocurile începând cu 1980, cu excepția Jocurilor Olimpice de vară din 1984 de la Los Angeles.
Șase sportivi, patru bărbați și două femei, au fost selectați pentru echipa din Laos. În afară de atletism și înot, Laos și-a marcat debutul olimpic la ciclism și judo.  Printre sportivii din Laos s-au numărat olimpicii participanți și la Jocurile Olimpice de vară din 2012 Laenly Phoutthavong (100 m feminin) și Xaysa Anousone (care a fost purtătorul steagului pentru delegație, la ceremonia de deschidere) la atletism, Santisouk Inthavong (50 m liber masculin) la înot și ciclistul profesionist Ariya Phounsavath. Laos nu a câștigat încă vreo medalie olimpică.

## Atletism
Laos a primit permisiunea IAAF pentru a trimite doi sportivi (un bărbat și o femeie) la Jocurile Olimpice.  
| Atlet                  | Eveniment              | Proba inițială | Proba inițială | Sferturile de finală | Sferturile de finală | Semifinale   | Semifinale   | Finală       | Finală       |
| Atlet                  | Eveniment              | Timp           | Poziție        | Timp                 | Poziție              | Timp         | Poziție      | Timp         | Poziție      |
| ---------------------- | ---------------------- | -------------- | -------------- | -------------------- | -------------------- | ------------ | ------------ | ------------ | ------------ |
| Xaysa Anousone⁠(d)      | 110 m garduri masculin | 14.40          | 7              | Nu a avansat         | Nu a avansat         | Nu a avansat | Nu a avansat | Nu a avansat | Nu a avansat |
| Laenly Phoutthavong⁠(d) | 100 m feminin          | 12.82          | 7              | Nu a avansat         | Nu a avansat         | Nu a avansat | Nu a avansat | Nu a avansat | Nu a avansat |

## Ciclism
Laos a primit o invitație din partea Comisiei Tripartite de a trimite pentru prima dată la Jocurile Olimpice un ciclist care să concureze în cursa masculină pe șosea.
| Atlet                | Eveniment                | Timp          | Poziție       |
| -------------------- | ------------------------ | ------------- | ------------- |
| Ariya Phounsavath⁠(d) | Cursa masculină pe șosea | Nu a terminat | Nu a terminat |

## Judo
Laos a primit o invitație din partea Comisiei Tripartite de a trimite un judocan care să concureze la categoria masculină extra-ușoară (60 kg) la Jocurile Olimpice, fiind debutul olimpic al națiunii în acest sport.
| Atlet                   | Eveniment      | Etapa de 64                      | Etapa de 32      | Etapa de 16      | Sferturile de finală | Semifinale       | Recalificări     | Finală          | Finală       |
| Atlet                   | Eveniment      | Oponent Rezultat                 | Oponent Rezultat | Oponent Rezultat | Oponent Rezultat     | Oponent Rezultat | Oponent Rezultat | OponentRezultat | Poziție      |
| ----------------------- | -------------- | -------------------------------- | ---------------- | ---------------- | -------------------- | ---------------- | ---------------- | --------------- | ------------ |
| Soukphaxay Sithisane⁠(d) | 60 kg masculin | Tsai Ming-yen⁠(d) (TPE) L 000–111 | Nu a avansat     | Nu a avansat     | Nu a avansat         | Nu a avansat     | Nu a avansat     | Nu a avansat    | Nu a avansat |

## Înot
Laos a primit o invitație de la FINA pentru a trimite doi înotători (un bărbat și o femeie) la Jocurile Olimpice.  
| Atlet                   | Eveniment           | Proba inițială | Proba inițială | Semifinale   | Semifinale   | Finală       | Finală       |
| Atlet                   | Eveniment           | Timp           | Poziție        | Timp         | Poziție      | Timp         | Poziție      |
| ----------------------- | ------------------- | -------------- | -------------- | ------------ | ------------ | ------------ | ------------ |
| Santisouk Inthavong⁠(d)  | 50 m liber masculin | 26.54          | 69             | Nu a avansat | Nu a avansat | Nu a avansat | Nu a avansat |
| Siri Arun Budcharern⁠(d) | 50 m liber feminin  | 32.55          | 76             | Nu a avansat | Nu a avansat | Nu a avansat | Nu a avansat |